# Tateomys
Tateomys är ett släkte av däggdjur. Tateomys ingår i familjen råttdjur.

## Beskrivning
Dessa råttdjur lever endemiska på Sulawesi. De vistas där i fuktiga bergsskogar och når där 2300 meter över havet.
Individerna når en kroppslängd (huvud och bål) av 11 till 16 cm och en svanslängd av 15 till 17 cm. Vikten ligger mellan 35 och 98 gram. Arterna liknar vanliga råttor (Rattus) i utseende men med sin spetsiga nos påminner de lite om näbbmöss. De har en mörk gråbrun eller blågrå päls på ryggen och en ljusare grå päls på buken. Svansens ovansida är hos Tateomys rhinogradoides likaså gråbrun och dess undersida är vit. Tateomys macrocercus har en helt mörk svans, bara spetsen kan hos vissa individer vara vit. Alla tår är utrustade med klor men klorna vid framtassarna är kraftigare. Tateomys skiljer sig även i detaljer av skallens och tändernas konstruktion från närbesläktade råttdjur.
Tateomys är aktiva på natten och livnär sig främst av daggmaskar. De vistas vanligen på marken men de kan troligen klättra i växtligheten.

## Taxonomi
Kladogram enligt Catalogue of Life:
| Tateomys | \| \| Tateomys macrocercus \| \| \| \| \| \| Tateomys rhinogradoides \| \| \| \| |
|          | \| \| Tateomys macrocercus \| \| \| \| \| \| Tateomys rhinogradoides \| \| \| \| |
|          | Tateomys macrocercus                                                             |
|          |                                                                                  |
|          | Tateomys rhinogradoides                                                          |
|          |                                                                                  |

Arternas närmaste släkting är enligt Wilson & Reeder (2005) råttdjuret Melasmothrix naso som likaså lever på Sulawesi. De sammanfattas därför i den så kallade Melasmothrix-gruppen inom underfamiljen Murinae.